# Hottentots-Holland
Het natuurreservaat Hottentots-Holland ligt in het gelijknamig gebergte en is bedekt met fynbos. Het maakt deel uit van het Werelderfgoed van de UNESCO vanwege het feit dat het onderdeel van de Floraregio van de Kaap is. Het is deel van het Boland-complex. Er komen zo'n 1300 plantensoorten voor, waarvan vele endemisch zijn en sommige zeldzaam of bedreigd, zoals de hottentotsuikerbos. De ruige rotsen en vele bloeiende planten maken het geliefd bij wandelaars. Er is ook de mogelijkheid een aantal tokkelbanen te gebruiken over de kloven in het gebergte.

## Geologie
Het gebergte bestaat voor een deel uit Kaaps graniet en uit metamorf gesteente van de Malmesbury Formatie, maar er zijn ook sedimentaire gesteentes van de Tafelberggroep.

## Klimaat
Het kan hier flink regenen, vooral in de winter. Op de hoogvlakte van de Dwarsberg kan de regenval zelfs oplopen tot 3300 mm per jaar, wat voor het tamelijk droge Zuid-Afrika erg veel is.

## Fauna
Er zijn ongeveer 110 vogelsoorten in het gebied, waaronder  Kaapse rotslijster oranjeborsthoningzuiger, bruinkopgraszanger, Kaapse grasvogel, Kaapse gors,  rotsgraszanger, Kaapse kanarie en witnekraaf. Een aantal antilopesoorten zijn er opnieuw uitgezet en er zijn nog luipaarden, maar die zijn erg schuchter en laten zich zelden zien.

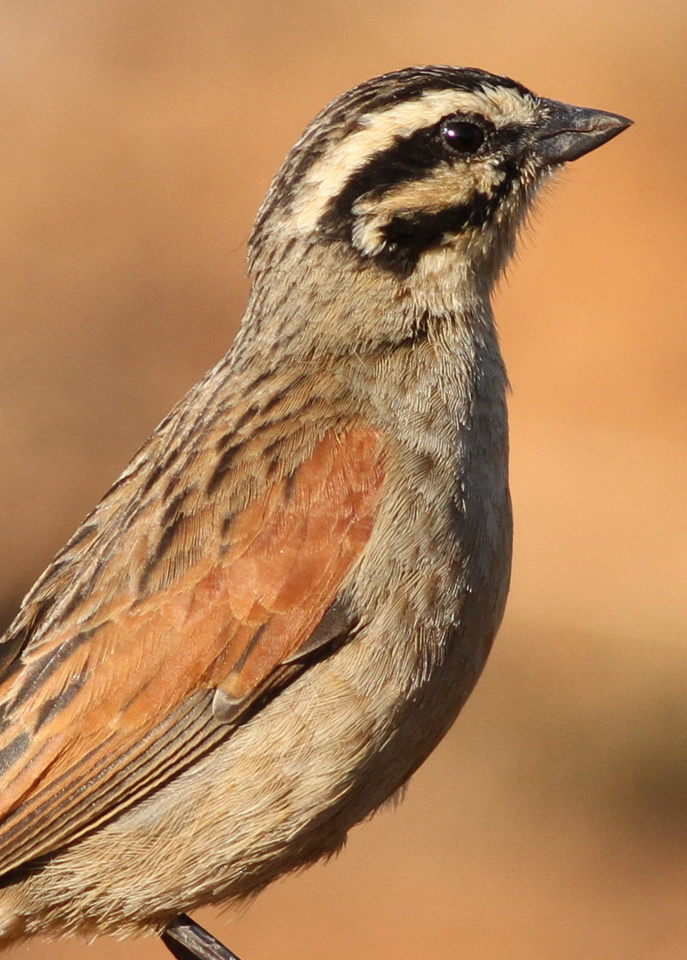
Kaapse gors

- Virtual International Authority File: 315127027

Gebieden met hominide-fossielen van Zuid-Afrika ·
iSimangoliso moeraslandpark ·
Robbeneiland · 
uKhahlamba / Drakensbergen park ·
Cultuurlandschap Mapungubwe ·
Beschermde gebieden van de Floraregio van de Kaap ·
Vredefortkrater ·
Cultureel en botanisch landschap van Richtersveld ·
Cultuurlandschap van de Khomani · 
Mensenrechten, bevrijding en verzoening: Nelson Mandela herdenkingssites · 
De opkomst van modern menselijk gedrag: de pleistocene bezettingsplaatsen van Zuid-Afrika